# Die Mittagsfrau
Die Mittagsfrau (2007) ist der bisher erfolgreichste Roman der deutschen Schriftstellerin Julia Franck (* 1970). Er erzählt entlang der Wahrnehmungen der Protagonistin die Lebensgeschichte von Helene Würsich alias Alice Sehmisch von ihrer Kindheit Anfang des 20. Jahrhunderts in Bautzen, den als junge Erwachsene erlebten 1920er Jahren im Berlin der Weimarer Republik bis zu ihrem Leben als Ehefrau und Mutter während des Naziregimes. Im Prolog und im Epilog des Romans jedoch steht Helenes Sohn Peter im Mittelpunkt. Der Prolog folgt Peter an jenem Tag, an dem Helene ihren ungefähr siebenjährigen Sohn in den Wirren der Nachkriegszeit allein auf einem Bahnhof zurücklässt. Im Epilog wird davon erzählt, wie Peter einen Versuch seiner Mutter erlebt, ihn zehn Jahre später erstmals zu besuchen.
Indem Franck den Roman im Prolog mit der Szene einer solchen Kindsaussetzung eröffnet, muss diese als Prämisse des Romans gelten. Ausgehend vom Verlassen eines Kindes entwirft Franck einen Gesellschafts- und Entwicklungsroman, in dessen Zentrum eine deutsch-christlich-jüdische Frau steht. Der Roman verhandelt Entstehung, Verleugnung und Brüchigkeit von Identität und deren familiäre, politische und religiöse Bedingungen. Entlang der geschilderten Ereignisse provoziert der Roman moralische und ideologische Fragen zu Selbstbestimmung, Bildungsmöglichkeit und Überlebensbedingungen während Weimarer Republik und Nationalsozialismus.
Der Titel des Romans knüpft an die slawische Legende von der Mittagsfrau an.
Der Roman wurde mit dem Deutschen Buchpreis 2007 ausgezeichnet. Er wurde in 37 Sprachen übersetzt, u. a. in die deutsche und in die dänische Blindenschrift, und verkaufte sich weltweit über eine Million Mal.

## Inhalt
Der Prolog des Romans beginnt mit der unmittelbaren Nachkriegszeit im durch Bombenangriffe stark zerstörten Stettin. Der siebenjährige Peter, aus dessen Sicht der Prolog erzählt wird, hat die Bombenangriffe im Sommer 1944 und Anfang 1945 zwar überlebt, dabei aber seinen Schulfreund Robert verloren. Peter wird häufig von seiner im Schichtdienst als Krankenschwester arbeitenden Mutter „Alice“ in der gemeinsamen Wohnung allein gelassen. Er entdeckt einen Brief seines Vaters, aus dem hervorgeht, dass jener Frau und Sohn noch während des Krieges verlassen und ein neues Leben begonnen hat. Im Sommer 1945 verspricht Alice ihrem Sohn, dass auch sie „verschwinden“ werden. Doch als Peter am besagten Tag frühzeitig aus der Schule heimkehrt, wird er unfreiwillig Zeuge, wie seine von ihm über alles verehrte Mutter von russischen Soldaten auf dem Küchentisch vergewaltigt wird. Während der darauffolgenden Flucht in überfüllten Zügen in Richtung Berlin müssen Mutter und Sohn in Pasewalk umsteigen. Alice bittet ihren Sohn auf dem Bahnhof, einen Moment zu warten, da sie Fahrkarten kaufen will, sie kehrt aber nicht mehr zu Peter zurück. Sehnsüchtig buchstabiert das Kind den Namen seiner Mutter: Alice. Erst viel später wird der Leser erfahren, dass dies nicht ihr richtiger Name ist. An dieser Stelle ändert der Roman erstmals die Erzählperspektive: Nun wird aus Helenes Sicht ihr Leben beschrieben, das eines Tages zu der Entscheidung führt, einen anderen Namen anzunehmen, und sehr viel später zu der, sich von ihrem Kind zu trennen.
Helene, 1907 in Bautzen geboren, wächst mit ihrer neun Jahre älteren Schwester Martha in bürgerlichen, aber beengten Verhältnissen auf. Ihr Vater Ernst Ludwig Würsich betreibt eine kleine Druckerei. Er liebt seine Frau Selma abgöttisch, deren geistige Gesundheit sich jedoch mit zunehmendem Alter verschlechtert. Als schlesische Jüdin wird Selma von den Bewohnern der Stadt gemieden, sie gilt als „Fremde“. Selma schottet sich zunehmend von ihrer eigenen Familie und der Gesellschaft ab, verlässt schließlich kaum noch ihr Zimmer, das für sie einziger Rückzugsort wird. Als die Eltern einmal wegen der auffallenden Intelligenz und Lerngeschwindigkeit ihrer kleinen Tochter Helene in die Schule gerufen werden, weckt die Nachricht keinerlei wohlwollende Resonanz in ihnen. Höhere Bildung ist für Mädchen im einfachen Bürgertum nicht vorgesehen. Selma ignoriert ihre Töchter oder begegnet ihnen mit Ungeduld, Wut und Kälte. Seit Jahren trauert sie um ihre vier Söhne, von denen sie jeden nach der Geburt verloren hatte. Sie hegt eine massive Sammelleidenschaft für einfache und skurrile Gegenstände und verliert zunehmend den Kontakt zur Realität. Insbesondere Helene sucht Nähe zur Mutter, die ihr aber nicht gewährt wird.
Während der Wutausbrüche der Mutter versucht die sehr viel ältere Martha, ihre kleine Schwester zu beschützen. Gegen die Ignoranz der Mutter bilden die Töchter eine Art Notgemeinschaft. Sie geben einander Nähe und Geborgenheit und teilen Wissbegierde und den Beginn ihrer Sexualität. Die geistige Abwesenheit der Mutter erklärt Martha mit den Worten, diese sei „blind am Herzen“. Als der Vater in den Krieg ziehen muss, sorgen beide tatkräftig für den finanziellen Unterhalt der Familie: Martha arbeitet als Krankenschwester im Krankenhaus, Helene erledigt die Buchhaltung und übernimmt dann notgedrungen sämtliche Arbeiten in der kleinen Druckerei, während die Mutter im geistigen Dämmerzustand zurückgezogen in den oberen Stockwerken haust.
Der Erste Weltkrieg zerstört die Familie vollends. Nach sechs Jahren kehrt der Vater schwer verletzt heim. Er hat ein Auge und ein Bein verloren, ohne jemals in Kampfhandlungen verwickelt gewesen zu sein. Er leidet an einer schweren Entzündung seines Beinstumpfes, und sein Fieber lässt vermuten, dass er an Typhus erkrankt ist. Die Mutter verschließt sich dem sterbenden Vater bis kurz vor dessen Tod und überlässt die Pflege den Töchtern. Zu dieser Zeit entdeckt Helene, die von ihrer Schwester bereits in vielen medizinischen Aspekten unterrichtet wurde, Marthas beginnende Morphiumabhängigkeit. Spätestens hier deutet sich an, dass Helene sich mehr um Martha sorgen wird, als diese sich um die viel jüngere Helene kümmern kann. Als die Inflation in den Jahren nach dem Tod des Vaters die Druckerei zum Erliegen bringt, lernt zwar auch Helene den Beruf der Krankenschwester, doch beider Schwestern Gehalt reicht kaum noch aus, um den Lebensunterhalt für die Mutter, das Hausmädchen Mariechen und sich selbst zu erwirtschaften. Helene erweist sich als begabte Krankenschwester, sie träumt von einem Medizinstudium, für das jedoch Abitur, Zugang und Mittel fehlen.
Schließlich suchen Martha und Helene den Kontakt zu einer entfernten Tante, Fanny Steinitz, einer Cousine ihrer Mutter, die in Berlin lebt. Nach einigem Briefkontakt fordert Fanny die Mädchen auf, zu ihr zu kommen. Da die finanzielle Situation der Mutter durch eine Erbschaft vorläufig gesichert scheint, lassen die Töchter sie mit Mariechen in Bautzen zurück und brechen für einen ersten Besuch nach Berlin auf.
Im Hause der Berliner Tante Fanny, einer wohlhabenden jüdischen Lebedame, treffen die Schwestern auf die Bohème der Zwanzigerjahre, auf Künstler, etablierte und gescheiterte Existenzen, Kokain und rauschende Partynächte. Martha bekommt eine Anstellung als Krankenschwester und nimmt Kontakt zu ihrer Jugendliebe Leontine auf, einer Medizinerin, die an der Charité praktiziert, an der Universität unterrichtet und in einer Pro-forma-Ehe lebt. Zwischen Martha und Leontine entwickelt sich eine leidenschaftliche Liebesbeziehung, deren unfreiwillige Zeugin Helene oft wird, da sie mit ihrer Schwester ein Zimmer teilt. Auf Vermittlung der Tante erhält Helene eine Stelle in einer Apotheke und besucht die Abendschule zum Abitur. Der Aufenthalt in Berlin dauert bald Jahre an, in denen die Mädchen brieflich von Mariechen über den Zustand der Mutter informiert werden und aus der Entfernung deren Auskommen in Bautzen zu sichern versuchen.
Für Helene wird der Aufenthalt in Fannys Wohnung mehr und mehr zur Qual. Marthas wachsende Morphiumabhängigkeit und auch die Beziehung zu Leontine entfernen die Schwestern voneinander. Zudem leidet Helene unter der von den übrigen Bewohnern unbemerkten sexuellen Belästigung durch Erich, einen Liebhaber Fannys. An ihrem neunzehnten Geburtstag lernt Helene in einem Berliner Club den Studenten Carl Wertheimer kennen und verliebt sich in ihn. Helene und Carl teilen die Leidenschaft für Literatur und Philosophie, sie unterhalten sich in literarischen Zitaten, diskutieren philosophische Fragen und führen eine geistig wie sexuell gleichberechtigte Beziehung. Trotz ihrer sehr unterschiedlichen Herkunft (er kommt aus einer großbürgerlichen und vornehmen jüdischen Familie, die im Süden Berlins am Wannsee ansässig ist, ist Sohn eines renommierten Astronomen und sieht einer nicht minder großen Karriere als Philosoph entgegen, sie kommt aus dem einfachen bürgerlichen Bautzen, ist Halbwaise durch den Tod des protestantischen Vaters, dessen Druckerei der Inflation zum Opfer fiel, und einzig halachisch gesehene Jüdin wegen ihrer jüdischen Mutter) zieht Helene zu Carl in die studentische Dachkammer, wo sie noch ohne Trauschein zusammen leben. Als Helene vermutet, schwanger zu sein, unterzieht sie sich heimlich und ohne Carls Wissen mit Leontines Hilfe einer Abtreibung. Obwohl sie eingewilligt hat, Carl zu heiraten, stünde ein Kind ihren Studienplänen im Weg. Hier deutet sich bereits der Konflikt an, in dem Helene später als Mutter stehen wird. Innerhalb der Beziehung fühlt sich Helene fremd, wenn Carl über seine großbürgerliche Herkunft und seine Familie spricht, und ist so erst nach geraumer Zeit bereit, seine Eltern kennenzulernen. Wenige Tage vor dem geplanten Besuch bei ihren zukünftigen Schwiegereltern ruft Carl Helene aufgeregt in der Apotheke an, er möchte sie mitten am Tag treffen. Helene vermutet, dass er ihr den Ring zur Verlobung schenken möchte. Auf dem Weg zu ihrer Verabredung wird Carl von einem Auto erfasst und stirbt.
Helene fällt nach Carls Tod in eine tiefe Depression. Als Martha bald darauf in eine Entzugsklinik muss, ist Helene allein mit Tante Fanny und Erich in der Berliner Wohnung. Sie findet Arbeit in einem Krankenhaus und zieht in ein Schwesternwohnheim. Weder zu ihren Kolleginnen noch zu anderen Menschen knüpft sie Kontakte. Es ist Anfang der 30er Jahre, die Nationalsozialisten gewinnen Einfluss und kommen an die Macht. Als der Ingenieur Wilhelm sie hartnäckig umwirbt, verhält sie sich zunächst abweisend. Helene erfährt, dass ihre Mutter in eine geschlossene Klinik in Pirna eingeliefert worden ist. Gemeinsam mit Wilhelm fährt sie ihre Mutter besuchen, findet sie in einem erbärmlichen Zustand vor, darf sie aber nicht aus der Klinik holen. Während des Besuchs erfährt Helene nicht nur ihre Ohnmacht, sondern ahnt – gemeinsam mit dem Leser, der aus historischer Kenntnis in der Klinik die systematische Forschungs- und Tötungsanstalt der Nationalsozialisten erkennen muss – ihre eigene Gefährdung. Als Tochter einer Jüdin gilt Helene den Nationalsozialisten als sogenannte Halbjüdin, Mischling ersten Grades. Weder darf sie frei eine Arbeit wählen, noch studieren oder einen Deutschen heiraten. Die meisten Halbjuden wurden wie Juden auch entrechtet und mussten spätestens Ende der 30er Jahre Zwangsarbeit verrichten, viele von ihnen wurden in Arbeitslager, manche in Konzentrationslager gesperrt. Auf der Rückfahrt im Zug nimmt Helene Wilhelms Heiratsantrag an, hierfür wird er ihr den neuen Namen Alice und falsche Papiere besorgen. Wilhelm ist ein begeisterter Ingenieur und sympathisiert offenbar mit den politischen Ideen der Nationalsozialisten. Gemeinsam mit seiner Braut zieht Wilhelm nach Stettin, wo zunächst neue berufliche Herausforderungen auf ihn warten.
In der Hochzeitsnacht erkennt Wilhelm, dass Helene nicht jungfräulich in die Ehe gekommen ist, woraufhin sich sein Bild von ihr und somit auch ihre Beziehung grundlegend ändert. Er fühlt sich düpiert und brüskiert. Vom ersten Tag der Ehe an demütigt und misshandelt er Helene, die seinen konservativen Erwartungen nicht entspricht. Er möchte sie besitzen und beherrschen, ihre sexuelle Freiheit und Bildung sind ihm zuwider. Wilhelm begründet die „Verfehlungen“ seiner Frau mit deren jüdischer Herkunft; Helene zu verraten würde aber seine eigene Existenz gefährden, weshalb er den Schein der Ehe und ihrer arischen Herkunft zu wahren versucht. Durch ihre Hochzeit entledigt Helene sich scheinbar ihrer alten Identität – sie wird zu Alice Sehmisch und verliert zunehmend den Kontakt zu ihrem alten Leben und zu sich selbst. Dieser Verlust der eigenen Identität geht in den folgenden Jahren mit einem Sprachverlust einher. Die ehemals wissbegierige und literaturliebende Helene fügt sich den traditionellen Wünschen ihres Ehemanns und geht von nun an vor allem häuslichen Pflichten nach. Als Helene trotz vieler Vorkehrungen und gegen ihren Willen schwanger wird, kündigt Wilhelm voller Verachtung an, nicht für „ihr Balg“ sorgen zu wollen. Nach der Geburt von Peter verbringt Wilhelm immer mehr Zeit außerhalb der Familie, bis er sie schließlich ganz verlässt. Während der Kriegsjahre arbeitet Helene als Schwester in einem Stettiner Krankenhaus, wo immer mehr Kriegsverletzte und Verwundete eintreffen. Nach etlichen Briefen an ihre Schwester und dem jahrelangen Hoffen auf Antwort erfährt Helene aus einem verschlüsselten Brief Leontines, die ihr unter falschem Namen schreibt, dass Martha deportiert worden und ihre Mutter „in Großschweidnitz an einer akuten Lungenentzündung gestorben“ sei. Der Leser ahnt, dass sie in der Tötungsanstalt ermordet worden ist. Helene opfert sich im Schichtdienst für ihre Patienten auf, übernimmt oft zwei Schichten hintereinander; auf diese Weise umgeht sie ein eigenes privates Leben weitgehend; ihren kleinen Sohn versorgt sie mit dem Notwendigen, formal fürsorglich und gewissenhaft. Sie putzt, kocht, näht ihm Kleider, gibt ihn tagsüber in den Kindergarten und nachts in die Obhut einer Nachbarin, wenn sie arbeiten geht, lässt ihn aber, als er zur Schule kommt, auch häufig nachmittags und nachts allein (was in der damaligen Zeit üblich war, wenn Frauen arbeiten mussten und ihre Kinder zu „Schlüsselkindern“ wurden). Körperliche und geistige Nähe oder gar Wärme kann sie mit ihrem Sohn so wenig wie mit einem anderen Menschen teilen. Ihrem Sohn Peter kann sie nicht die von ihm eingeforderten Antworten geben, ihm nicht erklären, wo sie ihre Tage verbringt oder warum er keinen Spottreim auf Juden singen soll. Erführe er ihre wahre Identität, könnte er beider Leben gefährden. Helenes Verstummen geht einher mit einer wachsenden und von ihr selbst halb ohnmächtig, halb reflexiv erlebten, in jedem Fall aber verzweifelt und ernüchtert empfundenen Unzulänglichkeit, die auto-aggressive Züge trägt und sie selbst an das Verhalten ihrer Mutter erinnert. Aus heutiger Perspektive würde man wohl davon sprechen, dass Helene unter einer Depression oder einem Trauma (durch den Verlust von Carl), eventuell auch unter einem Burnout leidet. Dem Leser wie auch Helene selbst wird deutlich, dass sie weder willens noch imstande ist, sich angemessen um ihr Kind zu kümmern. Nach Kriegsende trifft sie geradezu fürsorgliche Vorkehrungen, ihr Kind zu verlassen. Nur sprechen kann sie mit ihm nicht, stattdessen versteckt sie in seinem Gepäck die Adresse des Onkels väterlicherseits. Mutter und Sohn verlassen die nunmehr polnische Stadt und Helene lässt Peter ohne Abschied auf dem Bahnsteig sitzen (Prolog).
Der Epilog, wiederum entlang Peters Wahrnehmungen und etwa um die Zeit seines 17. Geburtstags erzählt, schildert Peters Leben auf dem Hof seines Onkels nahe der Ostsee in Gelbensande, Bezirk Rostock. Peter wird von seinem Onkel und seiner Tante zwar als Hilfe auf dem Hof gebraucht, zugleich machen sie ihm seine Anwesenheit zum Vorwurf; er ist für sie ein zusätzlicher Esser, der nur gelitten wird. Helene kündigt nun, nach zehn Jahren, ihren ersten Besuch an, sie möchte ihren Sohn sehen. Peter versteckt sich vor der Mutter auf dem Dachboden des Stalls und beobachtet ihre Ankunft und ihre Abreise, er folgt nicht den Rufen nach ihm und bleibt in seinem Versteck.

## Biografischer Hintergrund
Biografischer Ausgangspunkt des Romans ist die Lebensgeschichte von Julia Francks Vater, die sie aus Anlass seines Todes schon in ihrer Kurzgeschichte Streuselschnecke literarisch bearbeitet hatte. Francks Vater, der 1937 in Stettin geboren worden war, wurde selbst wenige Monate nach Kriegsende 1945 von seiner Mutter auf einem Bahnsteig ausgesetzt. Julia Franck recherchierte, dass die Mutter ihres Vaters 1996 verstorben war und in ihrer zweiten Lebenshälfte nie mehr über den verlassenen Sohn gesprochen hatte:

„Es gab diese Begebenheit in meiner Familie – und ich sage ausdrücklich Begebenheit – da die Geschichte fehlt. Mein Vater wurde 1937 in Stettin geboren. Er ist 1945 im Zuge der Vertreibung mit seiner Mutter gen Westen aufgebrochen. Auf dem ersten Bahnsteig westlich der Oder-Neiße-Grenze hat sie ihn aufgefordert zu warten und gesagt, dass sie gleich wieder kommen würde. Das tat sie nie. Meinen Vater hat das sehr geprägt. Er war ein sehr feinsinniger und intelligenter Mensch. Mit 49 Jahren ist er an einem Hirntumor gestorben. In der Zeit hatte ich ihn gerade erst etwas kennengelernt. Ich besuchte ihn oft im Krankenhaus, wir besprachen vieles, redeten aber nie über seine Mutter. Als ich jetzt vor fast sieben Jahren mein erstes Kind bekam, wurde es zu einer brennenden Frage, was eine Frau dazu gebracht haben kann, ihr Kind auszusetzen und überzeugt zu sein, dass es ihm überall anders besser gehen würde als bei ihr selbst. [...] Ende der neunziger Jahre habe ich mich auf die Suche nach dieser Großmutter gemacht und herausgefunden, dass sie 1996 in der Nähe von Berlin gestorben ist. Entfernte Bekannte meiner Großmutter berichteten mir, dass sie über Jahrzehnte mit ihrer Schwester in einer Einzimmerwohnung zusammengelebt habe und beide niemanden in ihr Leben gelassen hätten. Sie erwähnte nie ein Kind. Den Entschluss, eine Mutterschaft und eine Bindung zu einem Kind absolut zu leugnen, finde ich seltsam und beunruhigend zugleich. Ich wollte dem nachgehen und eine Geschichte für diese Frau finden.“

Wie die Protagonistin Helene ist auch Julia Franck jüdischer Herkunft, was sie in ihren journalistischen Publikationen selten explizit herausstellt. Ihre literarische Arbeit ist jedoch Zeugnis ihrer Auseinandersetzung mit ihrer jüdischen Abstammung, Haltung und Identität.

## Themen
Die Mittagsfrau lässt sich im Kontext zeitgenössischer Debatten um Mutterschaft lesen und hat solche ausgelöst. Julia Franck präsentiert hier – wie auch in anderen ihrer Romane – Frauengestalten, die ihre Aufgabe und Rolle als Mutter kaum erfüllen können oder wollen, zumindest nicht in der Form, wie es von ihnen erwartet wird. Die Erwartungen der Gesellschaft an Mütter werden von Beginn des Romans an thematisiert, da Helenes Handlung mit unseren Grundannahmen gegenüber Mutterschaft in Konflikt steht: die Mutter kümmert sich immer um ihr Kind; sie stellt seine Bedürfnisse über die eigenen; sie stellt die Existenz ihres Kindes über ihr eigenes (Über-)Leben. Im Prolog gibt es Hinweise darauf, dass Helene arm ist; aber mit dem Überleben kämpft sie nicht. Der Zweite Weltkrieg ist beendet, und es gibt, bei allen Schwierigkeiten, berechtigten Grund zur Hoffnung, dass bessere Zeiten bevorstehen. Warum also lässt Helene ihr Kind zurück? Ist ihr etwas Schlimmes zugestoßen, das sie daran hindert, zu Peter zurückzukehren? Gibt es einen Grund für ihr Handeln, den Peter nicht begreifen kann? Oder ist sie einfach eine schlechte Mutter, die ihre eigenen Bedürfnisse über das Wohlergehen ihres Kindes stellt (eine Schlussfolgerung, die die Institution und den Mythos der Mutterschaft unangetastet ließe)? Den Roman mit Helenes „ungeheurer Tat“ beginnen zu lassen, ermöglicht es Julia Franck, den Leser direkt in eine Auseinandersetzung mit seinem eigenen Konzept von Mutterschaft zu versetzen: Er durchdenkt diverse Möglichkeiten, ohne objektive Eindeutigkeit zu erlangen. Die Konstruktion des Romans ermöglicht sowohl Empathie als auch eine Helene verurteilende Lesart und thematisiert damit implizit gesellschaftliche Denkschemata, frühere und aktuelle. In Interviews wies Franck zudem darauf hin, dass sich der Nukleus Familie unter dem Einfluss von Unfreiheit und Gewalt in Diktatur und Krieg zu allen Zeiten auf der Welt drastisch verändere. So erwähnt sie, dass ihr Roman in Kroatien mit völlig anderem Verständnis gelesen wurde, da auch dort die Waisenhäuser nach dem Krieg voll waren, und dies nicht, weil die Mütter und Väter tot waren oder aus lauter Vergnügungslust ihre Kinder verlassen hatten. Vielmehr könnten Gewalterfahrungen und Krieg einen beschädigenden Einfluss auf die Bande zwischen Männern und Frauen und ihren Kindern haben. Ebenso verwies Franck auf die vielen Frauen, die aus der DDR und anderen Diktaturen flohen, und allein für die Freiheit ihre Kinder zurückließen - oft in der Hoffnung, sie eines Tages nachholen zu können, jedoch ohne jegliche Gewissheit darüber.
Die Autorin urteilt im Roman nicht über Helenes Entscheidung, bewertet sie zu keinem Zeitpunkt, liefert hingegen mehrere Möglichkeiten, ihr Verhalten zu interpretieren. Es lässt sich Kritik an einem bestimmten Muttertypus herauslesen, nämlich an der selbstlosen Mutter, die nur für ihre Kinder existiert. Der Roman stellt in Frage, ob es ein „natürlicher“ Bestandteil im Leben einer Frau ist, sich Kinder zu wünschen und diese im Zweifel allein zu versorgen, ob Muttersein ein irreversibler Zustand ist. Der Roman zeigt Mutterschaft als ein soziales Konstrukt, er stellt die Frage nach der Vereinbarkeit von Bildung, Beruf und alleinversorgender Mutterschaft. Das Mutterwerden erscheint als ungewollter Akt (der es manchmal auch war zu einer Zeit vor der zuverlässigen Empfängnisverhütung, in der sowohl Ehe, als auch ungewollte Schwangerschaft wie die Geburt eines Kindes über Körper und Leben einer Frau entscheiden konnten), sowohl bei Helenes Mutter Selma als auch bei Helene selbst. Helene hat offenbar (noch) nicht das vermeintlich angeborene Bedürfnis, Kinder zu bekommen oder ihrem Kind nahe zu sein. Die Gesellschaft definiert das Frausein insbesondere zur Zeit der Handlung der Mittagsfrau über die Fähigkeit, einen Sohn zu gebären und großzuziehen, was Selma nicht gelingt, und was Helene irritiert, als sie in der Bahn von einer Frau angehalten wird, stolz auf ihren Peter zu sein. Helene bleibt als Frau in ihrer Lebensweise und ihrem Bildungsbestreben eingeschränkt. Nach Carls Tod tritt sie zunehmend in der Anforderung ihrer Rollen als Tochter, Ehefrau, Mutter und Krankenschwester in Erscheinung. Möglicherweise betrachtet sie ihr Kind als Hinderungsgrund für einen grenzenlosen beruflichen Einsatz; auch dies lässt sich im Kontext aktueller Diskussionen lesen.
In Interpretationen des Romans wird Helene fast ausschließlich in ihrer Rolle als Mutter wahrgenommen, was einfacher scheint, als die Institution Mutterschaft an sich zu dekonstruieren. Dabei liegt Helenes Scheitern als Mutter eher in den Erwartungen der Leser begründet als in ihrer Unfähigkeit und Weigerung, für ihr Kind zu sorgen.
Edo Reents formulierte in seiner Besprechung in der FAZ:

„Wenn wir über Familie sprechen, dann geht es meistens um zwei Fragen: Wo kann man tagsüber sein Kind abgeben? Und was ist, wenn sich die Eltern nicht mehr verstehen? Jetzt kommt eine Siebenunddreißigjährige aus Berlin daher und zeigt uns, was passiert, wenn mit den Banden zwischen Eltern und leiblichen Kindern, die wir für viel elementarer halten als die etabliertesten Patchwork-Strukturen, etwas nicht stimmt. Zwar wissen wir schon aus der Bibel, dass Kinder ausgesetzt werden, und aus den Kindsmördergeschichten des achtzehnten Jahrhunderts kennen wir noch Schlimmeres – aber wie es ist, wenn eine Mutter ihr Kind nun einmal nicht liebt, das wird in der Literatur selten verhandelt; das ist eher Stoff für die vermischten Meldungen in der Zeitung. Julia Francks Roman Die Mittagsfrau bringt die Begriffe, die wir uns unter dem Beschuss durch wohlmeinende politische Verlautbarungsprosa von „Familie“ mittlerweile gebildet haben, so gehörig durcheinander, dass wir am Ende nicht mehr wissen, was das überhaupt ist und ob es das noch gibt. […] Julia Francks Buch ist keine Lach- und Sachgeschichte zum Dauerthema der vergangenen Jahre; es zeigt vielmehr, dass Literatur etwas verhandeln kann, worauf sich die nichtbelletristische Befassung nur ungern einlässt: uns den Blick schärfen für Abgründe, für die weder das Fortschrittliche noch das Rückständige eine Kategorie ist und die von Erwägungen sozialer Wünschbarkeit nicht erreicht werden“

Auch die fehlende emotionale Bindung zwischen Eltern und Kindern ist ein Kernthema des Romans: Er zeigt beispielhaft, was geschieht, wenn Kinder ohne liebevolle Ansprache aufwachsen, wenn sie emotional vernachlässigt werden.
Wie häufig in Julia Francks Werk sind die Väter in Die Mittagsfrau zunehmend abwesend, können oder wollen ihre Rolle nicht ausfüllen; traditionelle Familienverhältnisse existieren nicht.
Helene selbst wird als Kind von der Mutter konsequent missachtet. Wenn die Mutter, deren psychische Störung nicht nur im Tod der Söhne, sondern auch in der systematischen gesellschaftlichen Ausgrenzung begründet liegen könnte, überhaupt mit Helene in Kontakt tritt, behandelt sie ihre Tochter kühl und ablehnend, bisweilen sogar grausam. Helene entwickelt als Reaktion auf die unerfüllte Sehnsucht nach einer mütterlichen Bindung selbst sehr früh eine ambivalente Gefühlslage ihrer Mutter gegenüber. Die wichtigste Bezugsperson ihrer Kindheit, die ältere Schwester Martha, verliert sie an die Morphiumsucht, den ersten Menschen, mit dem sie eine freie Liebesbeziehung beginnt, Carl, an den Tod. Dieser Tod scheint im Roman die wichtigste Zäsur zu sein. Helenes Trauer und Depression nach diesem Verlust verändert sie, das ehemals wissbegierige und fröhliche Mädchen, die liebevoll zugewandte und romantische, hoffnungsfrohe junge Frau Helene mit ihrer Neugier und Liebe für Medizin, Literatur, Philosophie und Carl ist nach seinem Tod wie ausgelöscht. Nach diesen Verlusterfahrungen, so scheint es, gelingt Helene keine freie und tiefe Liebesbeziehung mehr, weder mit ihrem späteren Ehemann Wilhelm, der sie aus Enttäuschung bald verachtet, misshandelt und verlässt, noch zu ihrem Sohn, dem gegenüber sie ihre wahre Identität verheimlichen muss. Unterschiedliche Szenen im dritten Teil des Romans schildern die Etappen von Helenes Abgrenzung ihrem Sohn gegenüber sowie ihre Flucht in den Übereifer der beruflichen Pflichterfüllung. Sie arbeitet offenbar über Jahre am Rand der Belastbarkeit und verbringt meist zwei Schichten hintereinander im Krankenhaus, daneben verrichtet sie geradezu übereifrig die häuslichen Arbeiten – Putzen, Kochen, Nähen –, so als verdiene sie in Form der freudlosen und genussvermeidenden Verausgabung nebst der notwendigen Identitätsverleugnung ihr Überleben. Bereits im Prolog wird deutlich, wie Helene von russischen Soldaten vergewaltigt wird, und welche verheerende Wirkung die Schändung einerseits für Helene, andererseits für den kindlichen Zeugen Peter dabei erzeugt: auf beiden Seiten Scham und Ohnmacht, und insbesondere bei Helene verstärkt die erfahrene Demütigung offenbar die körperliche Ablehnung ihres Sohnes wie auch ihre eigene Sprachlosigkeit. Das Thema der weiblichen Emanzipation wird über die Beziehung zur Schwester verhandelt: Martha und Leontine sind es, die in Helene einen Sinn für Unabhängigkeit und Selbstbestimmung wecken. Die emotionale und auch erotische Intimität mit Martha (und auch teilweise mit Leontine) ist zentral für Helenes Entwicklung und steht im Kontrast zur Gewalttätigkeit und Kälte der eigenen Mutter. Allerdings ist die Schwesternbeziehung durch Marthas Altersvorsprung von neun Jahren geprägt: Sie übt Kontrolle über Helene aus, die ihr Leben fast völlig um Martha herum organisiert und ihre Identität auf der Beziehung zu ihr aufbaut. Der Schmerz über die Trennung von der Schwester wird für Helene nur durch die Beziehung zu Carl gelindert. Helene bleibt als Frau in ihrem Lebensstil eingeschränkt, in ihren Entscheidungsspielräumen oft machtlos und abhängig von Männern. Dies kulminiert in der Ehe mit Wilhelm, als dieser sie verstößt und schließlich als Tier bezeichnet, weil sie keine Jungfrau mehr ist. Der Gegensatz zwischen Ehefrau und Hure ist für ihn ebenso evident wie die Unterscheidung von maskulin und feminin – man kann nur einer der beiden Kategorien angehören. In einer Szene, als Wilhelm seine Frau auffordert, die Pickel auf seinem Rücken zu versorgen, sucht sie zweifelnd und zögernd nach den richtigen Worten, um ihm Mitteilung von der vorliegenden Schwangerschaft zu machen. In ihren Zweifeln betrachtet sie sich selbst als den Parasiten, der wohl den deutschen Volkskörper schädigt: „Die Juden als Gewürm, der Parasit bin ich, Helene dachte es nur, sie sagte es nicht.“
Ein weiteres Thema des Romans ist das Berlin der Weimarer Zeit und die Jahre des Übergangs zum Faschismus. Der Leser streift mit Helene durch die Berliner Nachtclubs und wirft einen Blick auf die verwirrende Szenerie aus Reich und Arm, aus bildenden Künstlern und Literaten. In den Dialogen werden die Debatten der Zeit angerissen: Dada, die Lyrik von Else Lasker-Schüler, aber auch der Bau der Reichsautobahn und der Beginn des Nationalsozialismus und seines Antisemitismus.
Auch Migration und die Frage der Identität, der weiblichen wie auch der kulturellen, politischen und religiösen, werden im Roman verhandelt. Als Kind einer Jüdin ist auch Helene jüdisch nach der Halacha, für Hitler „halbjüdisch“ und somit in der Gefahr, als sogenannte Geltungsjüdin keine Zukunft in Deutschland zu haben. Wie es häufig in den assimilierten und gemischten Ehen zu Anfang des Jahrhunderts und bis ins Jahr 1933 der Fall war, hatten sich auch Helenes Eltern nach der Taufe keine weiteren Gedanken und Sorgen über christliche und jüdische Identität der Kinder gemacht. Die Nationalsozialisten trafen eine entschiedene und menschenverachtende ideologische „Sortierung“ genetischer, religiöser und kultureller Verhältnisse, die festlegte, welches Leben lebenswert sei, wer unter welchen Konditionen studieren und arbeiten darf oder zwangsweise muss, wer wen heiraten und mit wem Kinder bekommen dürfe. In der Mittagsfrau geht es um Zuweisung von Identität, um den Wert eines Lebens, um die Bedingungen von Überleben in dieser menschenunwürdigen Epoche. In diesem Zusammenhang ist ein Detail von Bedeutung, das in der Rezeption des Romans nicht eindeutig dechiffriert wurde. Die Klinik, in die Helenes Mutter eingewiesen wird, ist nicht irgendeine Klinik, sondern die Heilanstalt Pirna-Sonnenstein, die nach dem Krieg als eine der grauenvollsten NS-Euthanasie-Anstalten bekannt wurde. Als Helene ihre Mutter dort besucht, wird in Selmas luzidem Wahn deutlich, dass ihre jüdische Abstammung, ihre Krankheit und die behauptete Erblichkeit all dessen zu ihrer Internierung, zur zwangsweisen Teilnahme an Experimenten und zu ihrem Tod geführt haben bzw. führen werden. Helene wird sich in dieser Situation ihrer Ohnmacht (ihr Versuch, die Mutter aus der Klinik zu holen, ist zum Scheitern verurteilt) und ihrer eigenen Gefährdung (nach Hitlers Gesetzen ist ihre ansonsten uneindeutige Identität als "Deutsche", Jüdin oder Christin klar) absolut bewusst. Unter dem Eindruck dieser Begegnung stimmt sie auf dem Rückweg in der Bahn Wilhelms Heiratsgesuchen zu.
Die Mittagsfrau arbeitet das Thema der Identität stringent durch. Der Roman zeigt, wie sich diese anpassen, verleugnen und erfinden lässt, nicht zur Erlangung eines freien Glücks, sondern, um zu überleben, in Unfreiheit und in Verleugnung der wahren Herkunft und zugewiesenen Identität. Identität ist Prozess, sie bildet sich entlang von Soll- und Bruchstellen. Julia Franck erschafft mit der Figur der Helene ein in der deutschen Nachkriegsliteratur, in der Juden bis dato lediglich als „gute Opfer“ auftauchten, fehlendes Porträt einer Frau mit jüdisch-christlicher, deutscher Herkunft und entsprechender Identitätskrise, und erzählt, welche komplexen Bedingungen, Brüche und Beschädigungen der Nationalsozialismus auch für die Überlebenden mit sich brachte.
Im Roman lassen sich auch intertextuelle Verweise entdecken.
In der Beziehung zwischen Helene und Selma und in Selmas geistiger Krankheit und ihrem abgeschotteten Leben kann eine Parallele zu Charlotte Brontës Jane Eyre gesehen werden. Wie bei Bertha in Jane Eyre führt die psychische Störung zu Isolation, eine Erlösung aus dem Schicksal ist nur im Tod möglich. Wie Bertha für Jane scheint auch Selma Helenes dunkles Double zu sein – Selma ist gefangen in ihrem Zimmer, wo sie sich mit weiblichem Tand umgibt, während Helenes Schicksal durch ihr Frausein determiniert scheint.
Außerdem lassen sich motivische Rückschlüsse auf den Medea-Stoff ziehen. Wie in Medea wächst auch in Helene eine verzweifelte Wut. Als diese ihren Höhepunkt erreicht, gibt sie ihr Kind auf. Und in ihrer verzweifelten ehelichen Lage, auf die Rolle der Ehefrau reduziert zu sein, in Ungnade zu fallen, nachdem eine (vormalige) Liebschaft entdeckt wurde, und vom Ehemann verstoßen bzw. verlassen zu werden, ähnelt Helene Fontanes Effi Briest.
Die Mittagsfrau provoziert mehr Fragen, als der Roman Antworten gibt. Anders als es anhand von Polemiken oder Statistiken möglich wäre, kann Julia Franck mit der Form des Romans die Komplexität ihrer Fragestellungen erhellen und diskutieren.

## Literarische Form
Julia Franck stellt das distanzierte Erzählen in plastischen Bildern und Szenen in den Vordergrund ihres Schreibens. Dabei verbleibt die Erzählerin in einer nüchternen Position, die psychologische Deutung und Wertung des Geschehens überlässt sie dem Leser. Diese Bildhaftigkeit führt regelmäßig zu Verfilmungsplänen, die sich bislang häufig als schwierig erweisen.
In einem Interview mit der Zeit im Jahr 2007 äußerte Julia Franck sich folgendermaßen:

„Bei allen meinen Büchern tauchte bislang an irgendeiner Stelle einer Rezension der Gedanke auf, das Buch zu verfilmen. Das liegt an der Bildhaftigkeit der Sprache. Ich erzeuge Bilder, so dass der Leser das Gefühl hat, er sieht diese Menschen, wo sie sich aufhalten, wie sie sich bewegen, wie sie sprechen. Dieses plastische Erzählen entsteht durch einen relativ strengen Erzählgestus, der bedeutet, dass ich an der Textoberfläche keine psychologisierenden Erklärungen für deren Verhalten suche. Ich lasse den Leser die Dinge mit seinem inneren Auge sehen.“

Der Prolog des Romans folgt der Situation und der Wahrnehmung des kleinen Peter und schildert sehr dicht die Zeit um das Ende des Zweiten Weltkriegs in Stettin. Nachdem ihn seine Mutter verlassen hat, folgt ein unvermittelter Zeit- und Perspektivenwechsel. Erzählt wird nun die Lebensgeschichte Helenes. Die Verbindung dieses Geschehens zum Prolog wird erst sehr spät offenkundig. Der Roman schließt mit einem verdichtenden Epilog, der wiederum Peters Wahrnehmung folgt.
Der Roman ist ähnlich einem dreiteiligen Lied oder Triptychon gebaut, wobei die drei Teile, die chronologisch das Mädchen, die Heranwachsende und die Erwachsene Helene porträtieren, jeweils an unterschiedlichen Orten, Bautzen, Berlin, Stettin spielen. Im Fokus des ersten Teils steht Helenes Beziehung zu ihrer Schwester Martha, zu ihrem Vater und ihrer Mutter. Im zweiten Teil, während der goldenen 20er Jahre in Berlin, lernt sie Carl Wertheimer kennen, wird seine Freundin und Geliebte und verliert ihn; der beginnende Nationalsozialismus taucht an wenigen Stellen im Roman auf. Im dritten Teil geht Helene eine Zweckehe mit Wilhelm ein, gerät in eine gewaltvolle und lieblose Ehe, aus der ihr Sohn Peter hervorgeht. Ergänzt wird der Roman von einem den beschriebenen drei Teilen in Chronologie und Perspektive gegenüber-, sogar entgegenstehenden Prolog sowie einem entsprechenden Epilog.
Während Prolog und Epilog streng der Wahrnehmung und Blickrichtung von Peter, Helenes Sohn, folgen, werden die drei inneren Teile des Romans allein aus Helenes Wahrnehmung und Blick geschildert. So verhalten sich der dreiteilige innere Roman zum umgebenden Prolog und Epilog wie Blick zu Gegenblick oder Rede zu Widerrede. Nach dem typologischen Modell der Erzählsituationen nach Franz Karl Stanzel würde man von einer auktorial-personalen Erzählperspektive sprechen; den Kategorien von Gérard Genette folgend sähe man im Roman einen heterodiegetischen Erzähler am Werk, der vor allem (aber nicht ausschließlich) auf Helene sowie im Prolog und Epilog auf Peter intern fokalisiert ist.

## Rezeption
Wie schon frühere Romane Francks polarisierte auch die Mittagsfrau und rief äußerst unterschiedliche, zum Teil widersprüchliche Reaktionen in den Feuilletons hervor, die von ebenso starker Begeisterung wie Ablehnung geprägt waren. Bereits Tage vor Erscheinen und in den ersten Wochen danach entstand ein Wettstreit in Bewertung und Beurteilung der literarischen Konzeption und Eigenschaften. Im thematischen und moralischen Fokus der Betrachtung wurde vorerst vor allem die Frage verhandelt, warum Helene Peter und ganz allgemein eine Mutter ihr Kind aussetzt. Das moralisch spontan Unverständliche provoziert. Ist sie Opfer und Täterin zugleich? Auch die gesellschaftlichen und familiären Rollen einer Frau in ihrer Zeit sowie das ideologische Mutterbild damals und heute kommen in vielen der Rezensionen zur Sprache. Helenes deutsch-christlich-jüdische Identität und die ihr daraus bis zur Selbstverleugnung und Fälschung ihres Namens erwachsenden Schwierigkeiten werden nur in wenigen Rezensionen erwähnt, zumal die Figur darin keinem bekannten literarischen Klischee entspricht. Die Mittagsfrau wird als Porträt, aber auch als Gesellschafts- und (gegenläufiger) Entwicklungsroman bezeichnet.
Während die einen Rezensenten Francks Sprache als nüchtern, blutleer oder kühl empfinden, die Figur der Helene als provozierend kalt, geradezu sachlich distanziert dargestellt sehen, stören sich andere an Francks Stil, der ihnen wiederum manieriert, zu ambitioniert oder missglückt erscheint. Einige Rezensenten fühlen sich an die Sprache in Unterhaltungsromanen wie den Liebesromanen von Hedwig Courths-Mahler erinnert, insbesondere in Szenen, in denen Helene und Carl sich kennenlernen und unterhalten. Erwähnenswert in diesem Kontext ist ein Schlagabtausch zwischen dem Kritiker Hubert Spiegel und Julia Franck in der Sendung „Literatur im Foyer“ vom 5. Januar 2008. Auf einen Kommentar von Spiegel, in dem dieser die Sprache in den betreffenden Szenen der Mittagsfrau mit der von Courths-Mahler verglich, konterte die Autorin mit dem Hinweis, dass es Zitate (von Else Lasker-Schüler, Gottfried Benn etc.) seien, in denen Helene und Carl sich unterhalten, wie es zu jener Zeit und unter gebildeten Bürgerskindern eine Art Gesellschaftsspiel war. Da Zitate unter drei Zeilen nicht kenntlich gemacht werden müssen, findet sich im Buch kein Hinweis darauf.
Im Einzelnen lassen sich die Rezensionen wie folgt zusammenfassen:
Mathias Schreiber ist fasziniert von dem Roman Die Mittagsfrau, der seiner Meinung nach völlig zu Recht auf die Shortlist des Deutschen Buchpreises 2007 stehe. Über drei Generationen hinweg, bis über den Zweiten Weltkrieg hinaus, entwerfe Julia Franck sowohl das Porträt eines halben Jahrhunderts als auch das Leben der Krankenschwester Helene. Diese sei eine vielschichtige Protagonistin, die sich von der sympathischen Heldin zur „egoistischen, kaltherzigen Hexe“ verwandeln könne – und dabei doch immer ein und dieselbe Person bliebe. Für Schreiber ein psychologisches Meisterstück, in dem die Autorin „emotionale Tiefenschichten und Wechselwirkungen minutiös verwebt und dann fast lustvoll penibel wieder aufdröselt“ sowie mit stechendem Realismus erzähle. „Der erstaunlichste Titel des Bücherherbstes.“
– Mathias Schreiber: Düstere Lichtgestalt, Der Spiegel, 17. September 2007.
„Von einem zerstörerischen Jahrhundert und der Gefühlserblindung einer Mutter“ erzähle Die Mittagsfrau laut Elmar Krekeler. Bei dem Roman, der zu Recht auf der Shortlist des Deutschen Buchpreises stehe, handele es sich um eine weitgehend klischee- und kitschfreie Mischung aus der autobiographisch angehauchten Erzählung von Helene Würsichs Leben und einen Zeitgeschichtsroman, der aber nie aufdringlich die gesellschaftlichen Geschehnisse mit einbeziehe. Die autobiographischen Bezüge – Franck erzählt unter anderem vom kindlichen Kriegstrauma ihres früh verstorbenen Vaters – würden nie in den Vordergrund gerückt, die Autorin wolle „Geschichte, Menschen, vor allem Frauen begreifen, von ihnen und ihrem Schicksal erzählen und eine verlorene Vergangenheit rekonstruieren“. Für Krekeler ist Die Mittagsfrau ein Roman ohne Wärmeinseln, der aus einer heruntergekühlten, aber mitfühlenden Distanz und mit angemessen gezügelter Sprache erzählt. „Die Mittagsfrau ist die beeindruckend durchexerzierte Geschichte einer Herzenserblindung, eines Verstummens, eines Ausgelöschtwerdens, eines Ausbrennens. Am Ende ist nichts mehr da. Nichts lässt sich mehr erzählen, nichts geht mehr, nichts mehr gibt es zu geben.“ Ein Roman, der nach Verfilmung rufe.
– Elmar Krekeler: Das erkaltete Herz, Die Welt, 29. September 2007.
Katharina Döbler zufolge, deren Rezension in der ZEIT bereits fünf Tage vor dem Erscheinen des Romans gedruckt wird, misslingt der erste Satz von Die Mittagsfrau: Der Wille zur sprachlichen Kunst klänge hier zu deutlich auf, als man es über den ganzen Roman ertragen könne. Aber es gehe anders weiter, der Prolog „entwickelt sich zur wunderbar stimmigen und sprachlich völlig ungestelzten Erzählung eines Achtjährigen vom Ende des Krieges“. Insgesamt handele es sich um eine feinfühlig erzählte Familiengeschichte. Julia Franck gelängen immer wieder besondere Szenen voller Gewalt und Grausamkeit, Döbler findet „das feine Gespür dieser Autorin für Sinnlichkeit, Abhängigkeit, Liebe, Macht und Demütigung“ bewundernswert. Franck beweise Feingefühl beim Erzählen – und trotzdem rutsche der Roman zwischendurch ins Klischeehafte ab, genauso wie Ton und Sätze oft nicht ganz stimmten. Es fehle dem Roman etwas, um ihn von einem Vergangenheitsbewältigungsfilm im Hauptprogramm zu entfernen. Dabei habe Die Mittagsfrau alles, was er brauche: „Er ist heiß und kalt, grausam und idyllisch, sinnlich und sachlich.“
– Katharina Döbler: Peterchens Mutter, Die Zeit, 5. September 2007.
Wenn es nicht schon so abgegriffen wäre, könne man Die Mittagsfrau als „Anti-Familien-Roman“ bezeichnen, schreibt Edo Reents über den Roman. „Wie es ist, wenn eine Mutter ihr Kind nun einmal nicht liebt, das wird in der Literatur selten verhandelt; das ist eher Stoff für die vermischten Meldungen in der Zeitung.“ Julia Franck gelänge es, unsere Begriffe von Familie ordentlich durcheinanderzubringen und den Blick für die Abgründe der Menschheit zu schärfen. Mit einer unzurechnungsfähigen Protagonistin hätten wir es bei Helene Würsich aber nicht zu tun – diese habe einfach ein über die Zeit erkaltetes Herz. Der Roman erzähle von dieser Entwicklung über vier Jahrzehnte ohne Sentimentalität – ein Beispiel „großer realistischer, unerbittlicher Prosa“. Schwächer findet Reents Francks Passagen über Berlin und die Liebe: Die Weltstadtatmosphäre wirke vorhersehbar und konstruiert, die Gespräche der kurzen, aber starken Liebe zwischen dem Philosophiestudenten Carl Wertheimer und Helene klängen hölzern. Ganz anders sähe es bei der Beschreibung der unglücklichen Ehe aus, die Helene nach dem Tod Wertheimers eingeht: „Die nüchterne Härte, in der diese Ehe geschildert wird, gehört zu den Glanzstücken des Romans, der sich auch sonst jede Parteinahme in souveräner erzählerischer Distanz verkneift.“ Trotz kleiner stilistischer Mängel sei dies ein großer Roman über das Schweigen.
– Edo Reents: Das kalte Herz, Frankfurter Allgemeine Zeitung, 10. Oktober 2007.
Nico Bleutge zufolge handelt Die Mittagsfrau von etwas Grundsätzlichem: „Julia Franck scheint eine allgemeingültige Geschichte von erlöschender Liebe und seelischer Erkaltung erzählen zu wollen.“ Die Autorin mache die grausame Tat der Protagonistin durch die Erläuterung ihrer Lebensgeschichte verständlich, die atmosphärisch in Raum und Zeit zwischen dem Ersten und Zweiten Weltkrieg eingebunden sei. Bleutge lobt die genaue Recherche, die in Anekdoten, Landschaftsskizzen und handwerklichen Details deutlich werde. Sprachlich versuche Franck, sich dem damaligen Sprechen und Schreiben anzunähern – was Bleutge zufolge eine „gezierte Ausdrucksweise“ hervorruft. Er stört sich daran, dass die Figuren im Roman nicht einfach „den Blick verweigern“, sondern ihn „scheuen“, nicht einfach „weinen“, sondern „Tränen ihren Augen entkommen“. Er fühlt sich dadurch an einen schlechten Unterhaltungsroman der Zwanziger Jahre erinnert.
– Nico Bleutge: Meisterin der Handarbeitskunst, Neue Zürcher Zeitung, 17. Oktober 2007.
Für Tobias Rüther ist Die Mittagsfrau ein Roman, der nicht von der Stelle kommt; ein Buch, das in einer Kunstsprache geschrieben sei, die nie die Contenance verliere. Genau dies würde mit jeder Seite mehr irritieren, da Franck von großen und grausamen Themen erzähle, die Dinge aber nie beim Namen nenne. „Wattierte Beschreibungen“ verfasse sie, die auch einmal ins Lächerliche entgleiten. Besonders gekonnt schildere die Autorin kleine Vorgänge; im großen, gesellschaftlichen Kontext wirke ihre Schreibweise lapidar. „Warum möchte man noch einmal erkunden, wie sich Männer und Frauen zwischen den Kriegen zueinander verhielten, wenn das Irmgard Keun schon vor siebzig Jahren erzählte – in Worten, die nicht vor der Zeit gealtert sind? Warum beschwört Julia Franck die zwanziger Jahre Berlins so spießbürgerlich, so stubenrein verrucht, als schriebe sie einen Fernsehdreiteiler für Alexandra Maria Lara?“ Allerdings erscheint Rüthers Rezension auf einem flüchtigen und damit oberflächlichen Leseeindruck zu beruhen, lässt sie es doch an Detailkenntnis fehlen, die eine intensive oder auch nur vollständige Lektüre des Romans mit sich gebracht hätte; so behauptet er fälschlicherweise, die Schwestern (bzw. die Autorin) würden sich nach dem Weggehen aus Bautzen nie wieder an Selma erinnern, womit Rüther u. a. die komplette Passage von Helenes Besuch bei ihrer Mutter in der Klinik in Pirna und die daraus resultierende Ursache für Helenes Einwilligung zur Ehe ausblendet.
– Tobias Rüther: Komm, lass uns tiefer gelangen!, Frankfurter Allgemeine Sonntagszeitung, 2. Oktober 2007.
Kristina Maidt-Zinke, die in Julia Franck eine begabte, hochprofessionelle Erzählerin sieht, fragt sich angesichts von Die Mittagsfrau, warum die Autorin sich hier ganz dem historischen Genre verschrieben habe. Die grausame Aussetzung ihres Sohnes solle durch die Biographie der Mutter Helene erklärt werden – dies sei klar. Die Entwicklung sei aber nicht glaubhaft genug, auch wenn es Julia Franck gelänge, von Schicksalen aus zwei Weltkriegen und der Zeit dazwischen zu erzählen, als wäre sie dabei gewesen. In diesem Roman „wirken ihre Qualitäten ein wenig so, als seien sie in den Dienst von Marktbedürfnissen gestellt worden. Die Sinnlichkeit, die an ihren Texten wiederholt gerühmt wurde, beschränkt sich diesmal auf die detailwütige Beschreibung körperlicher Vorgänge.“ Dies sei bedauerlich, denn Einfühlungs- und Vorstellungsvermögen bringe die Autorin mit.
– Kristina Maidt-Zinke: Ein Macho wie die Axt im Walde, Süddeutsche Zeitung, 27. September 2007.
Der Prolog biete einen beklemmenden und atmosphärisch dichten Einstieg in den Roman, der für Christoph Schröder aber auf Dauer nicht halten könne, was er verspreche. Zu nah am Klischee liege der Roman, dessen Figuren – insbesondere die Männer – häufig zu wenig ausdifferenziert seien. Auch die Sprache ist Schröder zu hölzern und blutleer, Franck erzähle in Drehbuchmanier Szenen in „Kulissen der Zwanzigerjahre“, die man alle schon einmal gelesen habe. Trotzdem sei der Roman nicht völlig misslungen: „Diese letzten rund 100 Seiten des Romans sind seine stärksten. Wie Julia Franck die Intimhölle der Ehe mit einem so selbstsüchtigen, tyrannischen und zugleich weinerlichen Mann schildert; die Teilnahmslosigkeit Helenes, die nun Alice heißt, die sich steigernde Wut Wilhelms, die kleinen und großen Drangsalierungen und Demütigungen; die gleichgültigen bis brutalen Geschlechtsakte – das ist höchst gekonnt und berührend.“
– Christoph Schröder: Das abgestorbene Innenleben, Frankfurter Rundschau, 18. September 2007.
Für Antje Korsmeier erweitert Die Mittagsfrau den Topos geheimnisvoller Frauenfiguren um etwas Neues: eine Mutterfigur, an der nach den Abgründen des Weiblichen gefragt wird. Julia Franck mache dieses Abgründige verständlich: Immer wieder gehe sie dicht an die Empfindungen und Wahrnehmungen der Protagonistin heran. Die breite Schilderung der Gefühle der Hauptfigur Helene sei beeindruckend, im Gegensatz zu ihr würden einige Nebenfiguren aber etwas plakativ wirken. An manchen Stellen hätte die Autorin auf Details verzichten können, denn Spannung sei auch ohne sie ausreichend vorhanden. „Nähe und Distanz, zu sich selbst und zu anderen Menschen, sind die Kernprobleme der Hauptfigur. Beeindruckend ist, wie Julia Franck diesen Aspekt im Rahmen einer Erzählperspektive der dritten Person handhabt und das Selbstverhältnis der Protagonistin mit der Identifikation des Lesers parallel führt.“ Die Mittagsfrau ist für Korsmeier ein gekonnt geschriebener Roman in sparsamer, nüchterner Sprache.
– Antje Korsmeier: Blindheit des Herzens, taz, 29. September 2007.
Klaus Zeyringer sieht Die Mittagsfrau als bewegend dichten Zeitroman, der den Leser schon mit dem ersten Satz ins Geschehen ziehe und gleichzeitig eine besondere metaphorische Ebene mitschwingen lasse, die im ganzen Zeit- und Familienroman erhalten bliebe. Julia Francks Beschreibungen seien dicht und voller Intensität, sie erzähle „ohne jeden dichterischen Kraftakt, mit tiefen Einblicken in schwierige psychische Verhältnisse und Beziehungen“. Zeyringer zufolge gelingt es der Autorin, die Stimmungen der ersten Jahrzehnte des 20. Jahrhunderts aufzunehmen und gleichzeitig das Individuelle in den Erfahrungen der Protagonistin zu vermitteln. Er weist darauf hin, dass die deutsche Kritik Bücher wie dieses schnell unter Pathosverdacht stelle, aber entkräftet dieses Argument deutlich: „Dieser Roman hat nichts von falschem Pathos, er erzählt mitreißend von einer ansteigenden Tragik der Ausweglosigkeit und einer existenziellen Verlassenheit.“ Die Mittagsfrau ist für Zeyringer ein ungewöhnlicher Roman von besonderer Dichte und großer sprachlicher Meisterschaft.
– Klaus Zeyringer: Andauernde Fluchtbewegung, Der Standard, 28. September 2007.

### Auszeichnungen
Die Mittagsfrau wurde 2007 mit dem Deutschen Buchpreis ausgezeichnet. In der Jurybegründung heißt es: „Vor dem Hintergrund zweier Weltkriege erzählt Julia Franck die verstörende Geschichte einer Frau, die ihren Sohn verlässt, ohne sich selbst zu finden. Das Buch überzeugt durch sprachliche Eindringlichkeit, erzählerische Kraft und psychologische Intensität. Ein Roman für lange Gespräche.“
Der Roman stand in der englischen Übersetzung von Anthea Bell im Jahr 2010 zudem auf der Short List des von der Zeitschrift Jewish Quarterly vergebenen Wingate Literary Prize und der Short List des von der britischen Tageszeitung The Independent gegründeten Independent Foreign Fiction Prize, sowie auf der Long List beim International IMPAC Dublin Literary Award.

## Veröffentlichungen

### Deutsche Ausgaben
- Julia Franck: Die Mittagsfrau. Roman. S. Fischer, Frankfurt am Main 2007, ISBN 3-10-022600-3. (eine Woche lang im Jahr 2007 auf dem Platz 1 der Spiegel-Bestsellerliste)
- Julia Franck: Die Mittagsfrau. Roman. Fischer Taschenbuch Verlag, Frankfurt am Main 2009, ISBN 978-3-596-51099-3.
- Die Mittagsfrau. 6 Audio-CDs, gesprochen von der Autorin. Dhv der Hörverlag, 2007, ISBN 3-86717-153-X.

### Übersetzungen
Die Mittagsfrau wurde in 37 Sprachen übersetzt, darunter die deutsche und die dänische Blindenschrift. Der Roman erscheint in Ägypten, Albanien, Armenien, Brasilien, Bulgarien, China, Dänemark, Estland, Finnland, Frankreich, Georgien, Griechenland, Großbritannien, Israel, Italien, Japan, Korea, Kroatien, Litauen, Mazedonien, Niederlande, Norwegen, Polen, Rumänien, Schweden, Serbien, Slowenien, Spanien (Spanisch, Katalanisch, Galicisch), Taiwan, Tschechien, Türkei, Ungarn, den USA und Belarus.

### Theateradaption
Volker Hesses Theaterfassung des Romans wurde am 9. Oktober 2010 unter Hesses Regie am Deutschen Theater Göttingen uraufgeführt. Katharina Heyer spielte die Helene.
Eine eigens für das Bautzener Theater geschriebene Bühnenfassung von Eveline Günther und Beatrix Schwarzbach erlebte am 1. Mai 2013 in der Regie von Beatrix Schwarzbach und der Ausstattung von Katharina Lorenz ihre erfolgreiche Uraufführung am Deutsch-Sorbischen Volkstheater Bautzen. Lilli Jung spielt die Helene.
Eine weitere eigene Bühnenbearbeitung brachte Annette Pullen ebenfalls im Jahr 2013 am Theater Osnabrück auf die Bühne. Maria Goldmann spielt die junge, Monika Vivell die ältere Helene.

### VerfilmungDie Mittagsfrau(Blind at Heart)
Die Verfilmung des Romans für das Kino erfolgte durch die deutsche Produktionsfirma Lucky Bird Pictures GmbH, die Schweizer Produktionsfirma C-Films AG und die Luxemburger Firma Iris-Productions S. A. Regie führte Barbara Albert, das Drehbuch schrieb Meike Hauck. Die Rolle der Protagonistin Helene wird von Mala Emde verkörpert. Die weiteren Hauptrollen sind mit Max von der Groeben und Thomas Prenn besetzt.
Die Premiere fand am 14. September 2023 in München statt. Kinostart in Deutschland war am 28. September 2023. In Österreich startete der Film am 25. Oktober 2023 in den Kinos, in der Schweiz am 16. November 2023. Die internationale Filmpremiere fand Ende Oktober 2023 auf dem Internationalen Filmfestival in Tokio statt.